# Make It wit Chu
"Make It Wit Chu" é um single da banda de stoner rock Queens of the Stone Age.
Originalmente uma faixa das Desert Sessions, nos Desert Sessions Volumes 9 & 10 intitulada "I Wanna Make It Wit Chu", a canção também apareceu no DVD ao vivo da banda, Over the Years and Through the Woods antes de ser regravada para Era Vulgaris.
"Make It Wit Chu" foi anunciada como segundo single alemão em uma newsletter da página www.qotsa.de e seria lançado em três versões limitadas em 28 de setembro de 2007. Também foi confirmado que será o próximo single da banda para o resto do mundo também, com um vídeo tendo sido filmado em Joshua Tree.
Na entrega dos prêmios MTV Video Music Awards de 2007, em 9 de Setembro, Josh e Troy Van Leeuwen, junto com Cee-Lo and Dave Grohl tocaram esta música em uma das suítes do Palms Casino Hotel para o público presente na cerimónia.
Esta canção ficou em 60º lugar na lista das 100 melhores músicas de 2007 da revista Rolling Stone.

## Faixas
CD
1. "Make It wit Chu" (Radio Edit) – 3:48
2. "Needles in the Camel's Eye" – 3:23 (cover de Brian Eno)
3. "White Wedding" – 3:52 (cover de Billy Idol)
4. "Make It wit Chu (Vídeo clipe)" – 3:48

7" (EU)
1. "Make It wit Chu" - 4:50
2. "Needles in the Camel's Eye" - 3:23

7" Version 2
1. "Make It wit Chu (Acoustic)"
2. "White Wedding"